# 天鷹座EM
天鷹座EM，又名BD-01 4075，HD 199124、SAO 144941、HR 8006，是天鷹座的一颗恒星，视星等为6.55，位于銀經46.88，銀緯-27.92，其B1900.0坐标为赤經20h 49m 58.1s，赤緯-1° -27.92′ 16″。